# Кромской уезд

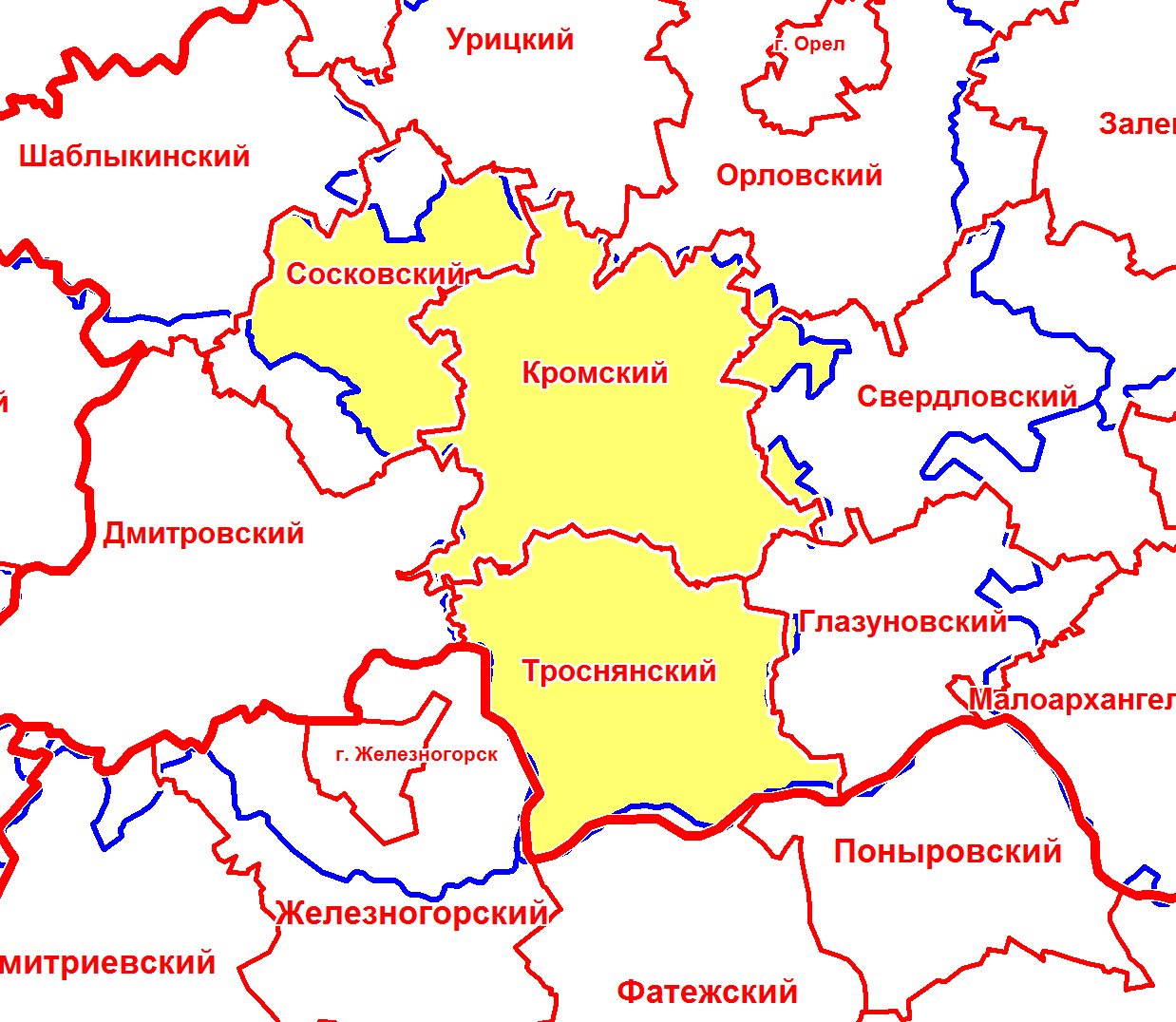
Кромской уезд в современной сетке районов

Кромской уезд — административно-территориальная единица в составе Орловской губернии, существовавшая в 1778—1924 годах. Уездный город — Кромы.

## География
Уезд располагался на юге Орловской губернии, граничил с Курской губернией. Площадь уезда составляла в 1897 году 1 927,0 верст² (2 193 км²).

## История
Кромской уезд известен по писцовым книгам с XVII века. В XVII—XVIII веках включал в себя 3 стана: Добренский, Лещинский и Речицкий. В связке с Кромами в 1604 году упоминалась также Околенская волость (центр — Околенки). 5 (16) сентября 1778 года Кромской уезд вошёл в состав Орловского наместничества (с 1796 года — Орловской губернии).
11 февраля 1924 года уезд был упразднён, его территория разделена между Орловским и Малоархангельским уездами.

## Население
В 1710 году в Кромском уезде значилось 2856 душ обоих полов однодворцев (466 дворов) и свыше 25 тысяч душ крепостных (в том числе 3288 дворовых). В 1719 году в уезде проживало более 37 тыс. мужчин — почти 3,6 тыс. однодворцев и 33,6 тыс. крестьян.
По данным переписи 1897 года в уезде проживало 110 029 чел. В том числе русские — 99,8 %. В уездном городе Кромы проживало 5 586 чел.

## Административное деление
В 1890 году в состав уезда входило 17 волостей
| № п/п | Волость                    | Волостное правление | Число селений | Население |
| ----- | -------------------------- | ------------------- | ------------- | --------- |
| 1     | Верхнебоевская             | с. Верхняя Боевка   | 15            | 6105      |
| 2     | Воронецкая волость         | с. Воронец          | 5             | 5101      |
| 3     | Гостомльская волость       | с-цо Гостомль       | 11            | 5501      |
| 4     | Гуторовская волость        | с. Гуторово         | 15            | 7004      |
| 5     | Жерновецкая волость        | с. Жерновец         | 9             | 5574      |
| 6     | Кировская волость          | с. Кирово Городище  | 16            | 6714      |
| 7     | Козьмодемьянская волость   | с. Короськово       | 9             | 6576      |
| 8     | Колкская волость           | д. Колки            | 6             | 7585      |
| 9     | Коровьеболотовская волость | с. Коровье Болото   | 13            | 6845      |
| 10    | Красниковская волость      | с. Красниково       | 20            | 6617      |
| 11    | Кривчиковская волость      | с-цо Кривчиково     | 20            | 6505      |
| 12    | Муравльская волость        | с. Муравль          | 13            | 4772      |
| 13    | Никольская волость         | с. Никольское       | 5             | 5314      |
| 14    | Сосковская волость         | с. Сосково          | 15            | 6531      |
| 15    | Студенецкая волость        | с. Студенок         | 18            | 5097      |
| 16    | Тросненская волость        | с. Тросна           | 10            | 5884      |
| 17    | Черкасская волость         | сл. Черкасская      | 13            | 10342     |

В 1913 году в уезде также было 17 волостей.